# Scenes
Scenes è un album del chitarrista Marty Friedman, pubblicato nel 1992. Rispetto al precedente Dragon's Kiss che presentava sonorità neoclassical metal, questo disco si distingue per forti influenze blues e progressive rock. Friedman è accompagnato da Brian BecVar alle tastiere e da Nick Menza alla batteria, a quel tempo collega di Marty nei Megadeth.

## Tracce
1. "Tibet" – 2:35
2. "Angel" – 3:39
3. "Valley of Eternity" – 8:15
4. "Night" – 6:39
5. "Realm of the Senses" – 5:32
6. "West" – 5:44
7. "Trance" – 1:56
8. "Triumph" – 5:41

## Componenti
- Marty Friedman – chitarra ritmica e solista, basso elettrico
- Nick Menza – batteria
- Brian BecVar – tastiere, percussioni